# Enseñanza asistida por ordenador
EAO: Enseñanza Asistida por Ordenador: La EAO es un tipo de programa educativo diseñado para servir como herramienta de aprendizaje (en inglés, Computer-Aided Instruction o Computer-Assisted Instruction, CAI). Hay muchas formas de definirlo, como también es toda la maquinaria y programas informáticos diseñados para ayudar al profesor y a los alumnos en el proceso de enseñanza-aprendizaje, es decir, modalidad de comunicación indirecta entre alumno y profesor, que no se realiza por presencia física, sino mediante el ordenador. 

## ¿Cómo funciona la EAO?
Existen diversos tipos de herramientas de EAO adaptadas a diferentes metodologías de aprendizaje. Estos programas utilizan ejercicios y sesiones de preguntas y respuestas para presentar un tema y verificar su comprensión por parte del estudiante. Facilitan el proceso de captura, manipulación, organización y presentación de datos e información mediante las bases de datos, enciclopedias multimedia e Internet, que permiten el acceso a datos e información. También mediante la hoja de cálculo que permiten la manipulación y organización de los datos numéricos. El procesador de textos permite escribir sobre los datos y la información: comentarios, ampliaciones, críticas, etc. y las herramientas gráficas permiten diseñar presentaciones sobre los datos.

Este sistema tiene mayor productividad puesto que puedes trabajar más en menos tiempo, ya que deja libre al alumno para centrarse en las cuestiones importantes de determinada área de conocimiento, permite que ciertas tareas rutinarias sean más fáciles y rápidas y facilitan a los alumnos y profesores el proceso de enseñanza-aprendizaje.
Hay cursos "on line" (se precisa la conexión a la red), y cursos "off line" que permiten, una vez descargados al ordenador, trabajar desconectados.

## Ventajas e inconvenientes
Las ventajas de la EAO es que el ordenador tiene infinita paciencia: espera. Está orientada a la formación individual o a pequeños grupos, no sobre la duración de la formación. Por lo general, en una estructura de clase tradicional, o incluso en grupos más reducidos, el ritmo de trabajo y la duración de la formación los imponen los más lentos. Por el contrario, la EAO permite a cada cual la libertad de fijar su propio ritmo de aprendizaje y distribución del tiempo.

Mediante la EAO ya no hay respuestas buenas o malas, sino respuestas correctas o errores. Las primeras son las menos útiles ya que el error se convierte en uno de los medios más eficaces de aprender. Equivocarse es algo más que un derecho: es un factor de progreso, un medio para aprender.
La EAO permite aprender solo. Incluso anima a hacerlo. A la vez que se reconocen las ventajas de esta autoformación (adaptación del tiempo, del ritmo y del recorrido), aunque también es fácil imaginar los peligros que comporta esta soledad. Ese es el mayor inconveniente de la EAO, la individualización del alumno, puesto que la vida profesional se basa cada vez más en los equipos y las herramientas de comunicación. 

El método más seguro de limitar los riesgos sin abandonar los elementos positivos es integrar la E.A.O. en un sistema de formación poniéndola a disposición de los que la necesiten.

## Cómo empezó y cómo evoluciona
La enseñanza asistida por ordenador no es un invento de estos últimos años sino una aplicación del uso de los ordenadores desde prácticamente sus inicios. Nació en los años 60 en los Estados Unidos, heredando directamente los métodos de trabajo de la Enseñanza Programada propuestos y desarrollados por el psicólogo norteamericano B. F. Skinner a finales de los años 50. Este planteamiento inicial, consistía en usar máquinas de enseñar de encadenamiento lineal pregunta-respuesta-estímulo. Así se iba presentando una secuencia lineal progresiva (siempre la misma) de las ideas-clave, que se suponía que el alumno iba adquiriendo e interiorizando. En la misma época surge otro tipo de enseñanza programada no lineal (Crowder), en la que el alumno no sigue un esquema idéntico al de todos los demás alumnos, sino que tiene posibilidad de seguir caminos ramificados en función de sus respuestas.

El elevado coste de los equipos (hardware) y la escasez de materiales adecuados (software) hizo solo fuera posible en algunas instituciones educativas. La comercialización a gran escala de ordenadores multimedia durante los últimos años ha posibilitado que cambiase radicalmente la situación y cada vez menos familias carecen de uno. Los avances técnicos han posibilitado el desarrollo de programas educativos muy completos en los que, más allá de un texto con imágenes, se obtiene pleno aprovechamiento de las posibilidades multimedia: secuencias animadas de imágenes y vídeo, sonidos y música, etc. 
Los enseñantes, que históricamente y por costumbre han sido los dueños de la formación, hoy día ven puesto en duda su papel y disminuir su prestigio cada vez más. Está a punto de producirse un cambio de papeles en la formación; el profesor deja de ser el dueño para convertirse en el animador. Aunque la EAO no quiere sustituye al profesor, ya que el profesor debe supervisar su buen uso.